# Johnny the Fox
Johnny the Fox är det sjunde studioalbumet av den irländska rockgruppen Thin Lizzy som gavs ut den 16 oktober 1976. Efter att ha lyckats med föregångaren Jailbreak försökte gruppen behålla soundet även på detta album. Albumet innehåller bland annat den brittiska hitsingeln "Don't Believe a Word" och den funkiga "Johnny the Fox Meets Jimmi the Weed".

## Låtlista
| Nr           | Titel                               | Kompositör                         | Längd |
| ------------ | ----------------------------------- | ---------------------------------- | ----- |
| 1.           | Johnny                              | Phil Lynott                        | 4:26  |
| 2.           | Rocky                               | Brian Downey, Scott Gorham, Lynott | 3:52  |
| 3.           | Borderline                          | Lynott, Brian Robertson            | 4:35  |
| 4.           | Don't Believe a Word                | Lynott                             | 2:18  |
| 5.           | Fool's Gold                         | Lynott                             | 3:51  |
| 6.           | Johnny the Fox Meets Jimmy the Weed | Downey, Gorham, Lynott             | 3:43  |
| 7.           | Old Flame                           | Lynott                             | 3:10  |
| 8.           | Massacre                            | Downey, Gorham, Lynott             | 3:01  |
| 9.           | Sweet Marie                         | Gorham, Lynott                     | 3:58  |
| 10.          | Boogie Woogie Dance                 | Lynott                             | 3:07  |
| Total längd: | Total längd:                        | Total längd:                       | 35:51 |

## Medverkande
- Phil Lynott – bas, sång, akustisk gitarr
- Scott Gorham – elgitarr
- Brian Robertson – elgitarr
- Brian Downey – trummor

### Övriga medverkande
- Phil Collins – slagverk
- Kim Beacon – kör
- Fiachra Trench – stråkar